# Trześniówek
Trześniówek (do 1945 niem. Groß Kirschbaum) – uroczysko-dawna miejscowość, nieistniejąca wieś położona w Polsce, w województwie lubuskim, w powiecie sulęcińskim, w gminie Sulęcin.
Miejscowość położona była północ od Jemiołowa i Malutkowa, na wschód od Lędowa i na południe od Trzemeszna Lubuskiego. Wzmiankowana jest po raz pierwszy w 1350 roku, kiedy to jako własność rodu von Klepzig została zapisana joannitom z Łagowa. Początkowo nosiła nazwę Kubach, później notowana jest jako Kerseam, Kersbom, Kirschbaum i wreszcie Groß Kirschbaum. Po sekularyzacji zakonu joannitów przeszła na własność państwa, później należała do rodziny Schulz (1828), Riedel (1857), Alisch (1903) i Kramm (1929).
W 1939 roku, w związku z utworzeniem poligonu w Wędrzynie, licząca ówcześnie 450 mieszkańców wieś została wysiedlona.
Polską nazwę Trześniówek wprowadzono urzędowo rozporządzeniem Ministrów Administracji Publicznej i Ziem Odzyskanych z dnia 9 grudnia 1947 roku.